# Michele Bianchi
Michele Bianchi (22 juli 1883—3 februari 1930) var en italiensk revolutionär syndikalistledare. Han var en av grundarna till det italienska fascistpartiet och näst Mussolini själv en av de viktigaste ideologerna inom den fascistiska rörelsen, inom vilken han representerade en syndikalistisk vänsterflygel. Han avled i tuberkulos i Rom.